# كوليرشلاغ
كوليرشلاغ (بالألمانية: Kollerschlag) هي بلدية في منطقة روهرباخ في ولاية النمسا العليا.